# Chris Wreghitt
Chris Wreghitt (* 11. November 1958 in Loughborough) ist ein ehemaliger britischer Radrennfahrer und nationaler Meister im Radsport.

## Sportliche Laufbahn
Wreghitt war im Bahnradsport, Straßenradsport und im Querfeldeinrennen (heutige Bezeichnung Cyclocross) aktiv. Mit 11 Jahren begann er mit dem Radsport. Nachdem er 1982 sein Studium der Geschichte beendet hatte, zog er in die Schweiz, um dort Rennen zu fahren. Er wurde Mitglied im Velo Club Steinmaur und blieb bis zu seinem Karriereende in der Schweiz.
Von 1978 bis 1982 gewann er die nationale Meisterschaft im Querfeldeinrennen. 1983 wurde er Vize-Meister. Mehrfach startete er bei den UCI-Cyclocross-Weltmeisterschaften. Der 11. Platz 1982 war dabei sein bestes Resultat. Im Rennen Pruntrut–Zürich 1982 kam er hinter Benno Wiss auf den 2. Platz. 1983 bestritt er die Internationale Friedensfahrt. Er kam auf den 58. Gesamtrang und wurde 6. der Schweden-Rundfahrt., 1984 kam er in Schweden auf den 9. Rang.
Im Herbst 1983 wurde er Berufsfahrer im Radsportteam Bianchi und zog nach Italien, wo er einige Zeit in Imola wohnte. 1983 wurde er Sieger des Eintagesrennens Gran Premio di Lugano vor Erich Mächler. In der Tour de Suisse 1984 belegte er den 47. Platz. 
Zum Ende der Saison beendete er seine Laufbahn als Radprofi, nachdem er nach einem Sturz gesundheitliche Probleme bekam.

## Berufliches
Wreghitt gründete 1990 das Unternehmen Global Opportunities, eine weltweite Beratungs-, Verkaufs- und Marketingagentur für Radsport und Freizeitsport.